# Tórmóður Sigurðsson
Tórmóður Sigurðsson oder Tormod Sigurdsson († 1531) war 1524 bis 1531 Løgmaður der Färöer.
Lange Zeit wusste man nichts über die Løgmenn vor 1524, sodass Tórmóður der erste bekannte Løgmaður der Neuzeit war. Er wird in einem Brief vom 17. August 1524 erwähnt.